# Élodie Chérie
Élodie Chérie (Saint-Étienne, 9 de setembre de 1966) és una antiga actriu pornogràfica francesa.
Élodie va començar la seva carrera pornogràfica en pel·lícules amateurs, per fugir del món de la fàbrica on treballava. El 1992, es va convertir en actriu porno a temps complet; després la veiem en diverses produccions porno franceses importants, en particular Les Nuits de la présidente o Le parfum de Mathilde produïts per Marc Dorcel. El 1996, va rebre un Hot d'Or pour La Princesse et la Pute. Va ser la padrina oficial dels "Magics Fans" seguidors de l'AS Saint-Étienne.
Va acabar la seva carrera a la primera meitat dels anys 2000.